# Mouvement d'éducation socialiste

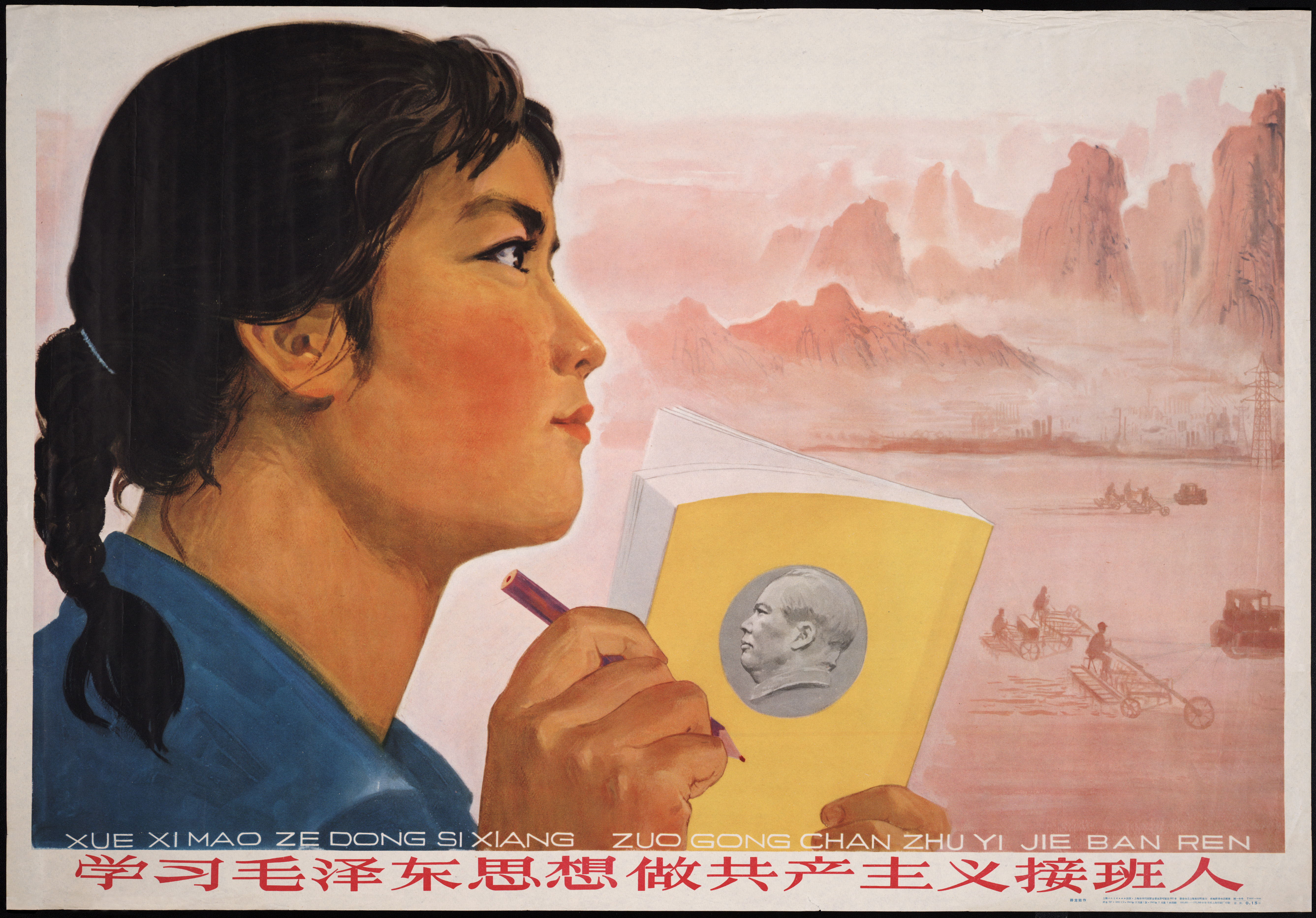

Le Mouvement d'éducation socialiste regroupe plusieurs « mouvements répressifs » qui sont engagés entre 1962 et 1965 dans la république populaire de Chine. Des chercheurs chinois ont souligné que le mouvement avait fait au moins 77 560 morts et 5 327 350 personnes étaient persécutées,.
Le président Liu Shaoqi refuse de soutenir Mao, lors du Mouvement d'éducation socialiste, destiné à relancer le mouvement révolutionnaire. Les deux dirigeants vont alors s'affronter, et ce de façon ouverte dès le début de la révolution culturelle.   
Selon le sinologue Jean-Luc Domenach, il s'agit essentiellement de l'épuration de « l'appareil rural ». Cette campagne vise tous les cadres, qui lors de la relative libéralisation des années 1960-1962, se seraient rendus coupables de malversation ou auraient adopté un positionnement jugé trop moderniste. Jean-Luc Domenach indique qu'un million de cadres auraient été épurés.